# Estació de Banyuls dels Aspres
L'Estació de Banyuls dels Aspres és una estació ferroviària, situada en el poble de Banyuls dels Aspres, de la comarca del Rosselló, a la Catalunya del Nord.
Està situada un quilòmetre al sud del nucli urbà de Banyuls dels Aspres, a la carretera de la vila de el Voló.
Es troba a l'antiga línia Arles - Elna, que actualment només serveix trens de mercaderies, entre Ceret i Elna.
| Procedència/Destinació | <        | Línia            | >       | Procedència/Destinació |
| ---------------------- | -------- | ---------------- | ------- | ---------------------- |
|                        |          |                  |         |                        |
| terminal               | terminal | Línia Elna-Arles | El Voló | El Voló                |

## Línia
- Línia Elna-Arles